# Jacques Vuillet
 (septembre 2013).
Si vous disposez d'ouvrages ou d'articles de référence ou si vous connaissez des sites web de qualité traitant du thème abordé ici, merci de compléter l'article en donnant les références utiles à sa vérifiabilité et en les liant à la section « Notes et références ».
Pour les articles homonymes, voir Vuillet.
Jacques "Jacky" Vuillet, né le 3 avril 1948, est un pilote de rallye français.

## Biographie
Il est Champion de France de deuxième division des rallyes en 1987, sur Ford Sierra RS Cosworth Gr N.
Il termine ainsi 2e du premier rallye Ain Jura, en 1976 sur Opel Kadett GTE (copilote Bernard Ravoux).